# شهرداری سمنان
شهرداری سمنان یک سازمان عمومی غیردولتی است که مسئولیت اداره شهر سمنان را بر عهده دارد. بالاترین مقام اجرایی این سازمان شهردار سمنان است که توسط شورای شهر سمنان انتخاب می‌گردد. بر اساس درجه‌بندی منتشرشده توسط سازمان شهرداری‌ها و دهیاری‌های کشور در سال ۱۴۰۰، درجهٔ شهرداری سمنان، ۱۰ است.

## مناطق شهرداری
شهر سمنان به ۳ منطقه، ۸ ناحیه و ۴۰ محله تقسیم شده است.

## ساختار سازمانی

### معاونت‌ها
- معاونت توسعه مدیریت و منابع
- معاونت فنی و امور زیربنایی
- معاونت خدمات شهری
- معاونت برنامه‌ریزی و هماهنگی
- معاونت شهرسازی و معماری

### سازمان‌ها
- سازمان فناوری اطلاعات و ارتباطات
- سازمان آتش‌نشانی و خدمات ایمنی
- سازمان سیما، منظر و فضای سبز شهری
- سازمان عمران و بازآفرینی فضاهای شهری
- سازمان مدیریت پسماند
- سازمان فرهنگی، اجتماعی و ورزشی
- سازمان مدیریت و مهندسی شبکه حمل‌ونقل
- سازمان مدیریت حمل‌ونقل بار و مسافر
- سازمان ساماندهی مشاغل شهری و فرآورده‌های کشاورزی
- سازمان مدیریت آرامستان‌ها[۳]

## بودجه
بودجهٔ شهرداری سمنان، به‌صورت لایحه‌ای از سوی شهردار به شورای اسلامی شهر سمنان ارائه و توسط شورای شهر تصویب می‌شود.
| سال  | بودجه مصوب (میلیارد تومان) | منبع  |
| ---- | -------------------------- | ----- |
| ۱۳۹۷ | ۲۷۰                        | [ ۴ ] |
| ۱۳۹۸ | ۵۰۷                        | [ ۵ ] |
| ۱۳۹۹ | ۵۱۵                        | [ ۶ ] |
| ۱۴۰۰ | ۵۷۰                        | [ ۶ ] |
| ۱۴۰۱ | ۸۴۵                        | [ ۷ ] |

## حمل‌ونقل عمومی
بر اساس آمار ارائه‌شده توسط سازمان شهرداری‌ها و دهیاری‌های کشور در نیمه دوم دهه ۱۳۹۰، ناوگان حمل‌ونقل عمومی سمنان شامل ۷۵ اتوبوس و ۱۰۵۳ تاکسی بوده است.